# Supercoppa greca (pallavolo femminile)
La Supercoppa greca è un trofeo per squadre di club greche organizzato dalla EOPE.

## Albo d'oro
| Edizione      | Edizione          | Podio                                | Podio                                | Podio                                |                                      |
| Anno          | Sede della finale | Campione                             | Risultato                            | Finalista                            |                                      |
| ------------- | ----------------- | ------------------------------------ | ------------------------------------ | ------------------------------------ | ------------------------------------ |
| 2012 Dettagli | Elassona          | AEK Atene                            | 3 - 1                                | Olympiakos                           |                                      |
| 2013 – 2019   | –                 | Non disputata - Double Olympiakos    | Non disputata - Double Olympiakos    | Non disputata - Double Olympiakos    | Non disputata - Double Olympiakos    |
| 2020 – 2021   | –                 | Non disputata - Pandemia di COVID-19 | Non disputata - Pandemia di COVID-19 | Non disputata - Pandemia di COVID-19 | Non disputata - Pandemia di COVID-19 |
| 2022          | –                 | Non disputata - Double Panathīnaïkos | Non disputata - Double Panathīnaïkos | Non disputata - Double Panathīnaïkos | Non disputata - Double Panathīnaïkos |
| 2023          | –                 | Non disputata                        | Non disputata                        | Non disputata                        | Non disputata                        |
| 2024 Dettagli | Petroupoli        | Olympiakos                           | 3 - 1                                | Panathīnaïkos                        |                                      |

## Palmarès
| Squadra    | Titoli | Edizioni |
| ---------- | ------ | -------- |
| AEK Atene  | 1      | 2012     |
| Olympiakos | 1      | 2024     |